# Gueorgui Klerje
Gueorgui Iossifovitch Klerje (ou Clergé, en russe : Георгий Иосифович Клерже) est un officier russe ayant commandé la brigade cosaque persane de 1917 à 1918.
Il est né en 1883.
Il s'installe à Shanghai en 1935. 
Il sera arrêté par les Japonais et exécuté en 1938.